# Берёзовая Грива (Кемеровская область)
Берёзовая Грива — посёлок в Новокузнецком районе Кемеровской области. Входит в состав Центрального сельского поселения.

## География
Центральная часть населённого пункта расположена на высоте 313 метров над уровнем моря. Расположен на реке Каландас недалеко от посёлка Тайжина

## Население
По данным Всероссийской переписи населения 2010 года, в посёлке Берёзовая Грива проживает 19 человек (6 мужчин, 13 женщины).